# Oluja Daniel
Oluja Daniel bila je najsmrtonosnija sredozemna oluja slična tropskoj ikad zabilježena, kao i najsmrtonosniji vremenski događaj tijekom 2023. godine. Izazvala je katastrofalnu štetu u Libiji, a zahvatila je i dijelove jugoistočne Europe. Oblikujući se kao sustav niskog tlaka oko 4. rujna 2023., oluja je pogodila Grčku, Bugarsku i Tursku s velikim poplavama. Oluja Daniel ubrzo je poprimila kvazi-tropske karakteristike (eng. TLC) i krenula prema obali Libije, gdje je izazvala katastrofalne poplave prije nego što se smirila. Oluja je bila rezultat omega bloka, jer je zona visokog tlaka postala stisnuta između dvije zone niskog tlaka, izobare koje oblikuju grčko slovo Ω.

## Libija
U Derni je potvrđeno da je najmanje 2000 ljudi mrtvo nakon što su se dvije brane urušile, uzrokujući katastrofalnu štetu u cijelom području nakon što se Wadi Derna izlila iz svojih obala za 50 metara sa svake strane. Osama Hamada, premijer Vlade nacionalne stabilnosti koja kontrolira istočnu Libiju, izjavio je da su stambena naselja odnesena. Videosnimke objavljene na društvenim mrežama prikazale su potopljene automobile. Četiri mosta su se također srušila, dok je vladin ministar Hisham Chkiouat rekao da je 25% Derne "nestalo", a veliki dijelovi grada odvučeni su u more. Ministar zdravlja Othman Abduljalil rekao je da je samo u Derni nestalo 6,000 ljudi. Bolnice u gradu bile su onesposobljene dok su se mrtvačnice punile, zbog čega su tijela bila položena na pločnike i na glavni gradski trg, dok je oko 300 mrtvih pokopano 11. rujna, uglavnom u masovnim grobnicama. Prije oluje, stanovnici su bili spriječeni da napuste svoje domove nakon što su vlasti 10. rujna uvele preventivni policijski sat.